# Comté de Cambooya
Le comté de Cambooya était une zone d'administration locale située au sud-est du Queensland en Australie dans les Darling Downs.
Le 15 mars 2008, il a fusionné avec la ville de Toowoomba et les comtés de Clifton, Crows Nest, Jondaryan, Millmerran, Pittsworth et de Rosalie pour former la région de Toowoomba.
Le comté comprenait les villes de Cambooya, East Greenmount, Greenmount, Hodgson Vale, Nobby, Top Camp, Vale View, Westbrook (en) et Wyreema.